# El Encón
El Encón (o simplemente Encón) es una localidad del sur de la provincia de San Juan en Argentina. Es una localidad perteneciente al Departamento Veinticinco de Mayo. Se encuentra muy cerca del límite con la provincia de Mendoza y es paso obligado para quienes transitan desde la provincia de San Juan hacia la provincia de San Luis.
Se accede por la Ruta Nacional 20 en el km 470, y por Ruta Nacional 142 en el km 112.

## Población
Cuenta con 318 habitantes (Indec, 2001), lo que representa un leve descenso del 1,2% frente a los 322 habitantes (Indec, 2001) del censo anterior.
La Villa cabecera del Departamento 25 de Mayo es Santa Rosa. El Encón es una localidad del mismo departamento